# Melanogaster curvistylus
Melanogaster curvistylus is een vliegensoort uit de familie van de zweefvliegen (Syrphidae). De wetenschappelijke naam van de soort is voor het eerst geldig gepubliceerd in 1998 door Vujic & Stuke.